# When We All Fall Asleep, Where Do We Go?
When We All Fall Asleep, Where Do We Go? — дебютний студійний альбом американської співачки і авторки пісень Біллі Айліш, представлений 29 березня 2019 року під лейблами Darkroom та Interscope Records у США та Polydor Records у Великій Британії. Платівка в більшості написана самою Айліш разом із її братом Фіннеасом О'Коннеллом, і записана ним же у його маленькій спальні у Хайленд-Парку поблизу Лос-Анджелеса.
У музичному плані цей альбом — це поп, електропоп, авантпоп та артпоп, хоча в ньому також присутнє звучання, характерне для хіп-хопу та індастріал музики. У піснях Айліш піднімає такі теми як сучасна молодь, наркоманія, розбиті серця, самогубство та психічне здоров'я, із ліричними вставками гумору та жаху. Співачка зазначила, що частково на цю роботу її надихнули усвідомлені сновидіння та нічні жахи, що і відображено на обкладинці.
Випуску альбому передували релізи семи синглів, чотири з яких стали мультиплатиновими у США — «You Should See Me in a Crown», «When the Party's Over», «Bury a Friend» і всесвітній хіт «Bad Guy». Айліш також розпочала кілька турів на підтримку альбому, включаючи «When We All Fall Asleep Tour» та «Where Do We Go? World Tour». Платівка одразу стала комерційних успіхом, очоливши хіт-паради багатьох країн протягом першого ж тижня після релізу. Вже у червні 2019 року було продано понад 1.3 мільйона копій у США, а також альбом став найбільш продаваним у Канаді; у Великій Британій «When We All Fall Asleep, Where Do We Go?» зробив Айліш наймолодшою сольною виконавицею, яка очолила британський чарт.
Альбом отримав загальне схвалення від музичних критиків, які високо оцінили тематику та манеру написання пісень, злагодженість та вокальний стиль Айліш. На церемонії вручення нагород Греммі у 2020 році Айліш отримала три статуетки: «Альбом року», «Найкращий поп-вокальний альбом» і «Найкраща звукорежисура альбому, некласична музика», а «Bad Guy» став «Рекордом року» та «Піснею року»; Фіннеас також отримав нагороду як «Продюсер року, некласична музика». У 2020 році альбом зайняв 397 місце у «Списку 500 найкращих альбомів усіх часів за версією Rolling Stone».

## Написання та запис

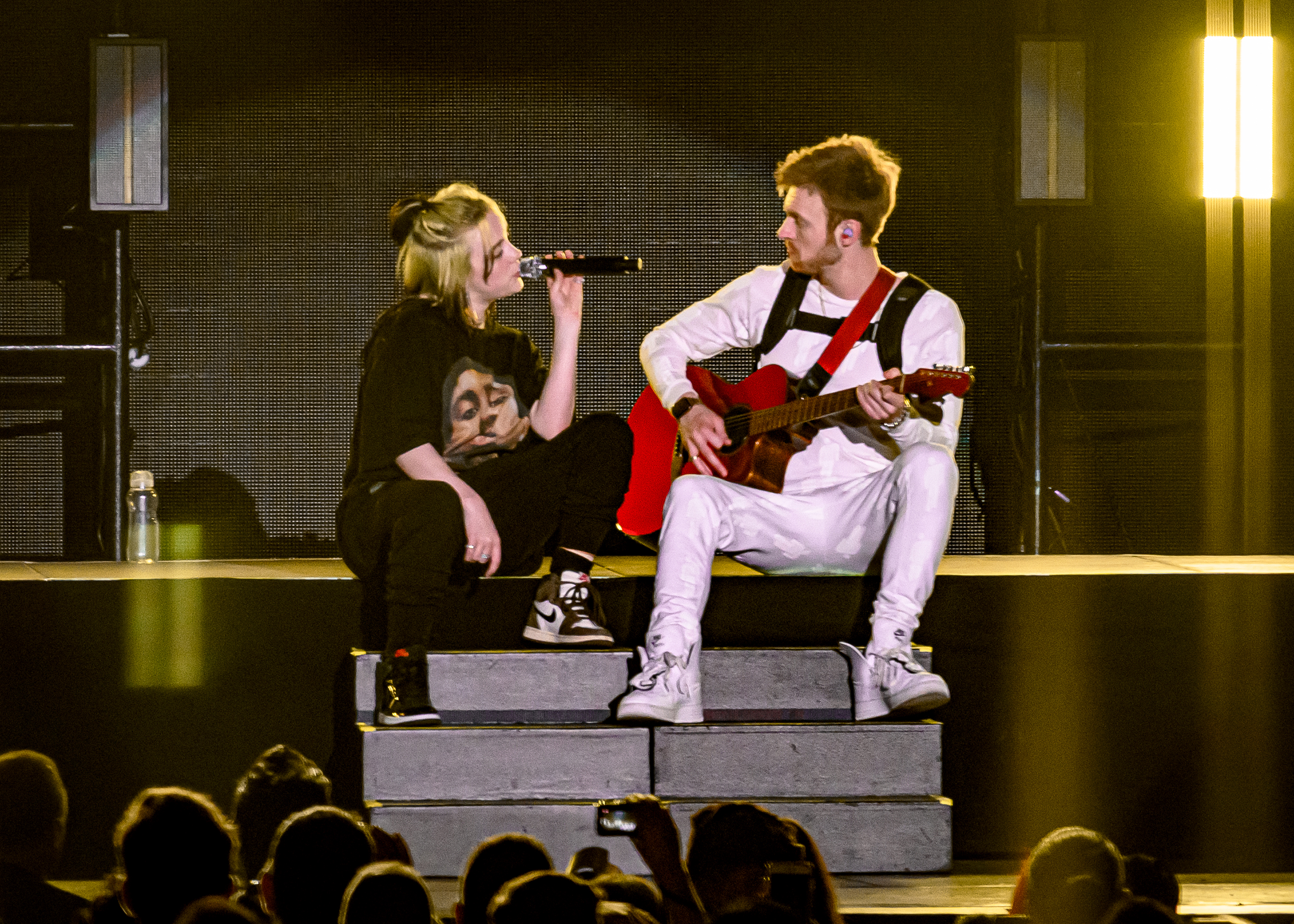
Біллі Айліш у 2020 році зі своїм братом Фіннеасом О'Коннеллом, який продюсував і був співавтором альбому

Альбом був записаний у невеликій спальні О'Коннелла в студії в Хайленд-Парку, Каліфорнія.
Змішуванням аудіо займався Роб Кінельскі, який до цього моменту вже працював з Айліш.
У липні 2018 року під час інтерв'ю BBC Radio 1 вона оголосила, що альбом вийде 29 березня 2019 року. Альбом був оброблений та завершений у січні 2019.

## Обкладинка
Обкладинка була сфотографована Кеннетом Каппелло, з яким Айліш раніше співпрацювала для створення альбому 2017 рокуDon't Smile at Me. Зйомки проходили на день народження Айліш в грудні в студії в Лос-Анджелесі і тривали 12 годин. Співачка попередньо підготувала ескізи для обкладинки альбому, які були натхненні темами альбому про нічні жахи та усвідомлені сновидіння, а також інтересом Айліш до фільмів жахів.
Щоб воно «відчувалося справжнім», Каппелло не додав до кінцевої фотографії жодного додаткового освітлення. Айліш одягнула контактні лінзи, щоб повністю зробити очі білими. Крім того, вона хотіла використовувати мінімум додаткових спецефектів і ретушування кінцевого продукту, щоб зберегти відчуття «реальності та прозорості».

## Маркетинг та продажі

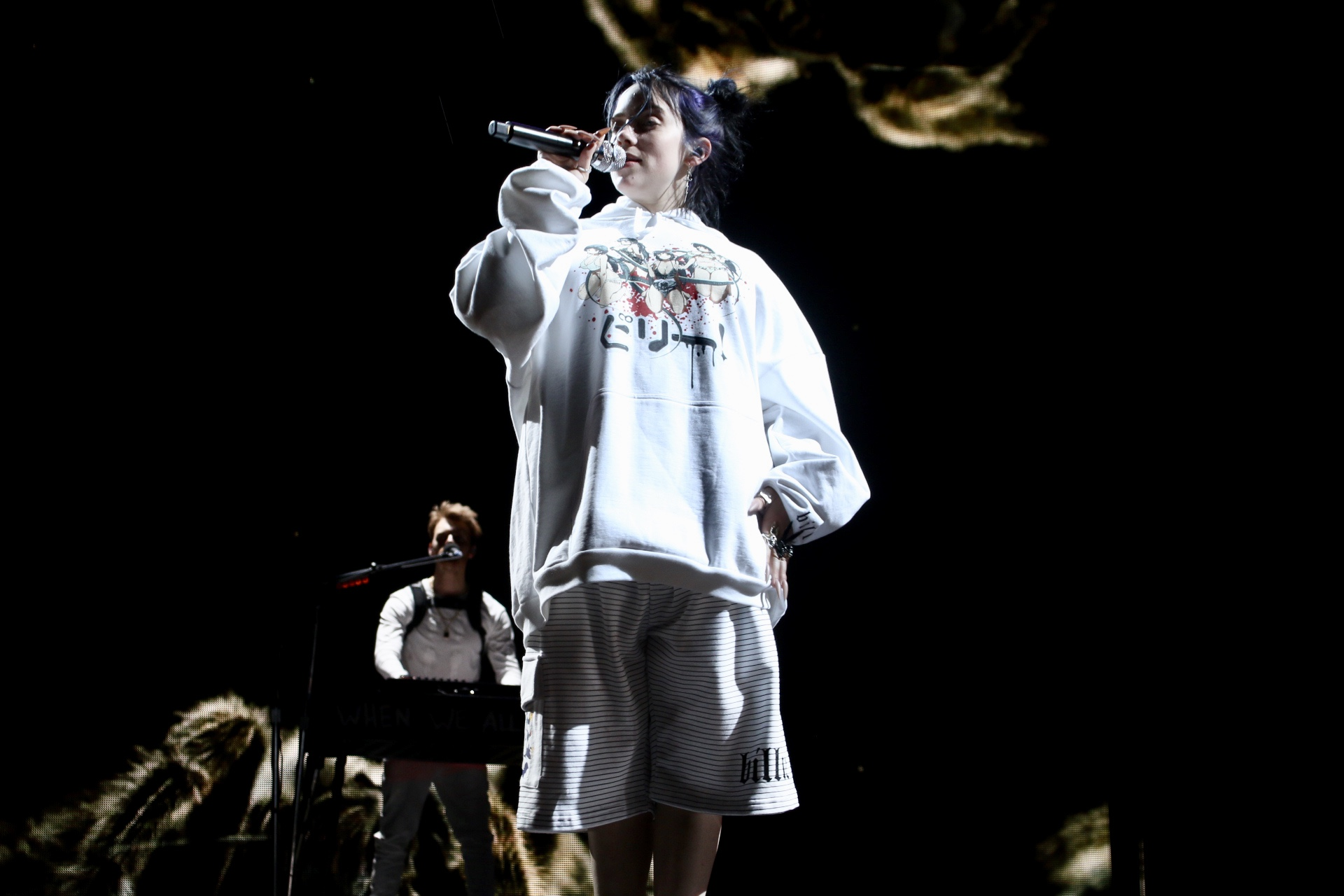
Айліш виступає в амфітеатрі Red Rocks у травні 2019 року

У 2018 році Айліш випустила кілька синглів, у тому числі «You Should See Me in a Crown» і «When the Party's Over», які з'являться на альбомі. 29 січня 2019 року співачка вперше оповістила про свій дебютний альбом у соцмережах, оприлюднивши його обкладинку та назву. Вона також оголосила про випуск нового синглу наступного дня о 9 ранку за тихоокеанським часом, який, як виявилося, був «Bury a Friend», разом з музичним відео та трек-листом альбому; пісня стала хітом.
When We All Fall Asleep, Where Do We Go? був випущений 29 березня 2019 року разом із п'ятим синглом «Bad guy» та музичним відео. Пісня стала всесвітнім хітом і одним з чотирьох синглів з альбому, які отримали мультиплатинову сертифікацію в США, разом із «You Should See Me in a Crown», «When the Party's Over» і «Bury a Friend».
Треки «Wish You Were Gay» і «All the Good Girls Go to Hell», випущені 30 серпня, також отримали платиновий сертифікат. «Ilomilo» був випущений як сьомий сингл 26 травня 2020 року
7 квітня 2019 року, When We All Fall Asleep, Where Do We Go? дебютував на першому місці в американському чарті альбомів Billboard 200, споживши 313 000 еквівалентів альбомів, з яких 170 000 були чистими продажами альбомів. Біллі стала одинадцятою артисткою, яка потрапила в чарти Billboard 200 у віці до 18 років. Це також був перший альбом наймолодшої виконавиці, яка очолив хіт-паради за останні 10 років після альбому Демі Ловато Here We Go Again 2009 року. Пізніше Айліш стала першою наймолодшою жінкою, яка провела більше тижня на вершині хіт-параду за 20 років після альбому 1999 року Брітні Спірс …Baby One More Time.
У Канаді альбом дебютував на вершині національного чарту альбомів. До кінця червня 2019 року альбом отримав подвійну платинову сертифікацію в Канаді і став найбільш продаваним записом року в країні. У Сполученому Королівстві він також став номером один в офіційному чарті альбомів країни з 48 000 продажів, що зробило Айліш наймолодшою сольною жінкою, яка очолила чарт. На четвертому тижні випуску він отримав золотий сертифікат BPI. В Австралії альбом увійшов у чарт альбомів ARIA під номером один, а шість його пісень посіли місця в першій десятці чарту синглів. При цьому Айліш побила рекорд Еда Ширана з найбільшою кількістю пісень з одночасним розміщенням у цій частині чарту. Альбом повернувся на перше місце в Австралії після перемоги в номінації «Альбом року» на 62-й церемонії вручення премії «Греммі».
Це шостий найбільш продаваний альбом першої половини 2019 року.

## Критичне сприйняття
When We All Fall Asleep, Where Do We Go? був зустрінутий з широким визнанням, критики вихваляли його моторошну тематику, згуртованість, а також здібності Айліш і О'Коннелла до написання пісень. На Metacritic, який присвоює нормований рейтинг зі ста рецензій професійних критиків, альбом має середню оцінку 82 на основі 21 рецензій. Агрегатор AnyDecentMusic поставив йому 7,5 з 10.
Ніл Маккормік високо оцінив ліричний зміст альбому та широкий спектр музичних впливів, написавши, що «він звучить сучасно і старомодно водночас». Крістофер Тіссен з Consequence of Sound похвалив «вражаючу згуртованість та емоційну заангажованість» і заявив, що продюсування О'Коннелла «ідеально доповнює вокал Айліш».
Ряд критиків схвалювали здатність Айліш виражати почуття свого покоління. Уілл Ходжкінсон, який пише для The Times, високо оцінив впевнений характер альбому і додав, що він «відображає один з тих рідкісних моментів, коли артистка точно знає, що відчуває її аудиторія, тому що вона відчуває те ж саме».

### Рейтинги
Наприкінці 2019 року, When We All Fall Asleep, Where Do We Go? з'явився в численних списках найкращих альбомів року. За даними Metacritic, це був третій альбом за частотою рейтингу в топ-10 списків на кінець року. Кілька критиків і публікацій поставили його на перше місце, у тому числі й музичний критик Роберт Крістгау, який також назвав його четвертим найкращим альбомом 2010-х років і сказав про Айліш: «Жоден підліток, якого я пам'ятаю, ніколи не створював такого вражаючого альбому».

## Нагороди
На 62-й щорічній церемонії вручення премії «Греммі» в січні 2020 року Айліш і О'Коннелл виграли нагороди Греммі в категоріях «Альбом року» та «Кращий поп-вокальний альбом», а трек «Bad guy» отримав нагороду «Запис року» та «Пісня року». Айліш також отримала «Греммі» за найкращого нового виконавця, а Фіннеас переміг у номінації «Продюсер року» та «Найкращий некласичний альбом». Айліш стала першою жінкою, яка виграла чотири основні категорії церемонії в один рік.

## Список пісень
| #     | Назва                           | Тривалість |
| ----- | ------------------------------- | ---------- |
| 1.    | «!!!!!!!»                       | 0:13       |
| 2.    | «Bad Guy»                       | 3:14       |
| 3.    | «Xanny»                         | 4:03       |
| 4.    | «You Should See Me in a Crown»  | 3:00       |
| 5.    | «All the Good Girls Go to Hell» | 2:48       |
| 6.    | «Wish You Were Gay»             | 3:41       |
| 7.    | «When the Party's Over»         | 3:16       |
| 8.    | «8»                             | 2:53       |
| 9.    | «My Strange Addiction»          | 2:59       |
| 10.   | «Bury a Friend»                 | 3:13       |
| 11.   | «Ilomilo»                       | 2:36       |
| 12.   | «Listen Before I Go»            | 4:02       |
| 13.   | «I Love You»                    | 4:51       |
| 14.   | «Goodbye»                       | 1:59       |
| 42:48 |                                 |            |

| Японське видання | Японське видання    | Японське видання |
| #                | Назва               | Тривалість       |
| ---------------- | ------------------- | ---------------- |
| 15.              | «Come Out and Play» | 3:30             |
| 16.              | «When I Was Older»  | 4:30             |
| 50:48            |                     |                  |

## Учасники запису
- Біллі Айліш — вокал, продюсування (трек 2)
- Фіннеас О'Коннелл — бек-вокал, бас, перкусія, фортепіано (трек 7), продюсування
- Роб Кінельськи — зведення
- Джон Грінхем — мастеринг

## Чарти
| Чарт (2019)                                  | Найвища позиція |
| -------------------------------------------- | --------------- |
| Australian Albums (ARIA)                     | 1               |
| Бельгія Belgian Albums (Ultratop Flanders)   | 1               |
| Бельгія Belgian Albums (Ultratop Wallonia)   | 5               |
| Чехія Czech Albums (ČNS IFPI)                | 1               |
| Нідерланди Dutch Albums (MegaCharts)         | 1               |
| French Albums (SNEP)                         | 7               |
| Німеччина German Albums (Offizielle Top 100) | 4               |
| Ірландія Irish Albums (IRMA)                 | 1               |
| Italian Albums (FIMI)                        | 3               |
| Японія Japanese Albums (Oricon)              | 81              |
| New Zealand Albums (RMNZ)                    | 1               |
| Норвегія Norwegian Albums (VG-lista)         | 1               |
| Шотландія Scottish Albums (OCC)              | 1               |
| Slovak Albums (ČNS IFPI)                     | 42              |
| Swedish Albums (Sverigetopplistan)           | 1               |
| Велика Британія UK Albums (OCC)              | 1               |
| US Billboard 200                             | 1               |